# Arthrodesmus mucronulatus
Arthrodesmus mucronulatus  là một loài Song tinh tảo trong họ Desmidiaceae, thuộc chi Arthrodesmus.